# Euro Stoxx 50
Euro Stoxx 50 é um índice de bolsa composto por 50 acções da zona Euro que foi criado pela empresa Stoxx Ltd. Esta empresa é propriedade da Deutsche Boerse AG e da SIX Group AG. O seu objectivo é o de "disponibilizar um índice que represente os líderes dos supersectores da zona Euro". Não deve ser confundido com o Stoxx Europe 50, que reúne as 50 maiores cotadas dos países da Europa Ocidental.

## Composição por países
Na tabela seguinte indica-se o peso dos vários países no índice, em %, à data de 28 de Abril de 2023:
| País          | Peso no índice, em % |
| ------------- | -------------------- |
| França        | 42,7                 |
| Alemanha      | 26,5                 |
| Países Baixos | 12,7                 |
| Espanha       | 6,3                  |
| Itália        | 6,2                  |
| Irlanda       | 2,1                  |
| Finlândia     | 1,8                  |
| Bélgica       | 1,7                  |

## Composição por supersectores
Na tabela seguinte indica-se o peso dos vários supersectores no índice, à data de 29 de Fevereiro de 2016 (apenas se listam os 10 com maior peso):
| Supersector (segundo ICB)       | Peso no índice, em % |
| ------------------------------- | -------------------- |
| Bancos                          | 14,7                 |
| Bens e serviços industriais     | 10,2                 |
| Produtos químicos               | 8,7                  |
| Seguros                         | 7,8                  |
| Bens de uso pessoal e doméstico | 7,4                  |
| Saúde                           | 7,0                  |
| Petróleo e gás                  | 6,9                  |
| Tecnologia                      | 6,7                  |
| Telecomunicações                | 6,3                  |
| Alimentação e bebidas           | 6,2                  |

## Componentes
Composição do índice em Abril de 2023:
| País          | Nome                     | Sector segundo o ICB                      | Logo | Peso no índice, em % |
| ------------- | ------------------------ | ----------------------------------------- | ---- | -------------------- |
| Alemanha      | Adidas                   |                                           |      | 1,72                 |
| Países Baixos | Adyen                    |                                           |      | 2,49                 |
| Países Baixos | Ahold Delhaize           |                                           |      | 0,97                 |
| França        | Air Liquide              | Produtos químicos                         |      | 2,23                 |
| França        | Airbus Group             | Aeroespacial e defesa                     |      | 2,15                 |
| Alemanha      | Allianz                  | Seguros de não vida                       |      | 2,57                 |
| Espanha       | Amadeus IT Group         |                                           |      | 0,78                 |
| Bélgica       | Anheuser-Busch InBev     | Bebidas                                   |      | 1,36                 |
| Países Baixos | ASML                     | Hardware e equipamento de alta tecnologia |      | 10,02                |
| França        | AXA                      | Seguros de não vida                       |      | 1,55                 |
| Espanha       | Banco Santander          | Bancos                                    |      | 1,72                 |
| Alemanha      | BASF                     | Produtos químicos                         |      | 1,89                 |
| Alemanha      | Bayer                    | Produtos químicos                         |      | 1,45                 |
| Alemanha      | BMW                      | Automóveis e componentes                  |      | 0,84                 |
| França        | BNP Paribas              | Bancos                                    |      | 2,02                 |
|               | Cement Roadstone Holding |                                           |      | 1,11                 |
| Alemanha      | Mercedes-Benz Group      | Automóveis e componentes                  |      | 1,96                 |
| França        | Danone                   | Produção de alimentos                     |      | 1,26                 |
| Alemanha      | Deutsche Börse           | Bancos                                    |      | 0,87                 |
| Alemanha      | Deutsche Post            | Transporte industrial                     |      | 1,90                 |
| Alemanha      | Deutsche Telekom         | Telecomunicações                          |      | 1,84                 |
| Itália        | ENEL                     | Gas, água e serviços múltiplos            |      | 1,77                 |
| França        | Engie                    | Gas, água e serviços múltiplos            |      | 0,72                 |
| Itália        | Eni                      | Produção de petróleo e gás                |      | 0,90                 |
| França        | Essilor                  | Farmacêuticas e biotecnologia             |      | 1,66                 |
|               | Flutter Entertainment    | Farmacêuticas e biotecnologia             |      | 0,98                 |
| Espanha       | Iberdrola                | Electricidade                             |      | 1,79                 |
| Espanha       | Inditex                  | Retalho geral                             |      | 1,15                 |
| Alemanha      | Infineon                 |                                           |      | 1,57                 |
| Países Baixos | ING Groep                | Seguros de não vida                       |      | 1,49                 |
| Itália        | Intesa Sanpaolo          | Bancos                                    |      | 1,41                 |
| França        | Kering                   |                                           |      | 1,52                 |
|               | Kone (B-class)           |                                           |      | 0,84                 |
|               | Linde                    |                                           |      | 4,44                 |
| França        | L'Oréal                  | Bens de uso pessoal                       |      | 3,06                 |
| França        | LVMH                     | Bens de uso pessoal                       |      | 5,46                 |
| Alemanha      | Munich Re                | Seguros de não vida                       |      | 1,10                 |
| França        | Pernod-Ricard            | Bebidas                                   |      | 1,24                 |
| Países Baixos | Philips                  | Produtos industriais gerais               |      | 1,19                 |
| Países Baixos | Prosus                   |                                           |      | 2,01                 |
| França        | Safran                   | Aeroespacial e defesa                     |      | 1,30                 |
| França        | Sanofi                   | Farmacêuticas e biotecnologia             |      | 3,04                 |
| Alemanha      | SAP AG                   | Software e serviços informáticos          |      | 4,36                 |
| França        | Schneider Electric       | Equipamento eléctrico                     |      | 2,83                 |
| Alemanha      | Siemens AG               | Produtos industriais gerais               |      | 3,65                 |
| França        | Total S.A.               | Produção de petróleo e gás                |      | 3,30                 |
| França        | Vinci                    | Construção e materiais                    |      | 1,66                 |
| França        | Vivendi                  | Media                                     |      | 0,79                 |
| Alemanha      | Volkswagen               | Automóveis e componentes                  |      | 1,13                 |
| Alemanha      | Vonovia                  |                                           |      | 0,93                 |